# Kisharmatsúly
A kisharmatsúly (nagylégsúly) súlycsoport a profi ökölvívásban.
A felső súlyhatár 115 font (52,2 kg).

## A nagy világszervezetek kisharmatsúlyú világbajnokai
| WBA                       | WBC                                 | IBF                           | WBO                          |
| Khalid Yafai 25-0 (15 KO) | Juan Francisco Estrada 39-3 (26 KO) | Jerwin Ancajas 31-1-2 (21 KO) | Donnie Nietes 42-1-5 (23 KO) |